# Shinedown
Gli Shinedown sono un gruppo musicale rock statunitense formatosi a Jacksonville in Florida all'inizio del 2001.
Le loro influenze musicali spaziano da Lynyrd Skynyrd (hanno fatto una reinterpretazione di Simple Man) ai Pantera (nei concerti dedicano spesso Simple Man a Dimebag Darrell) e gruppi come Alice in Chains, Soundgarden e altri. Nei loro dischi si ritrovano sia tracce di rock classico e tipicamente southern che di rock moderno.

## Storia del gruppo

### Leave a Whisper(2003–2005)
Leave a Whisper, l'album di debutto del gruppo, venne pubblicato il 15 giugno del 2003. Conteneva i brani Fly from the Inside, Burning Bright, 45 e la cover di Simple Man dei Lynyrd Skynyrd.
Nel 2005, il gruppo pubblicò un cofanetto CD/DVD intitolato Live from the Inside, che, oltre a un CD con le registrazioni live dei brani di Leave a Whisper, conteneva un DVD con un documentario.

### Us and Them(2005–2007)
Dopo il successo di Leave a Whisper e un tour di supporto, il gruppo tornò in studio nel 2005 per registrare il secondo album.
Il 4 ottobre 2005, venne pubblicato Us and Them, dal quale vennero estratti tre singoli: Save Me, I Dare You e Heroes. Save Me rimase alla prima posizione della Active Rock Chart per dodici settimane di fila; anche I Dare You ottenne un buon successo: venne interpretata da Chris Daughtry durante una puntata di American Idol, durante la serata dedicata alle cover di brani presenti nella Billboard Top 100 Singles, e venne utilizzata per WrestleMania 22.
Il 13 novembre 2006, l'album ricevette la certificazione di disco d'oro dalla RIAA.

### The Sound of Madness(2007–2010)
Il gruppo cominciò a registrare il terzo album il 20 settembre 2007. The Sound of Madness venne pubblicato il 24 giugno 2008; venne anche pubblicata una versione Deluxe, che permetteva il download di tre tracce bonus. Il primo singolo estratto fu Devour, pubblicato il 6 maggio 2008, che raggiunse la prima posizione nella Active Rock Chart.
Devour venne utilizzata come brano principale per l'evento Night of Champions 2008 della WWE e inclusa nella colonna sonora del film The Final Destination 3D e del videogioco Madden NFL 09.
Second Chance fu il secondo singolo estratto dall'album e raggiunse la top 10 della Billboard Top 100 Singles, e rimase in testa alla classifica per tre settimane di fila; il brano ricevette il doppio disco di platino dalla RIAA.
L'11 aprile 2008, il cantante Brent Smith annunciò che Jasin Todd aveva lasciato il gruppo, entrando come chitarrista nel gruppo hard rock Fuel.
Il gruppo ripubblicò Leave a Whisper e Us and Them in versione deluxe il 7 luglio 2009, in download digitale esclusivo.
Il 18 novembre 2009 venne pubblicato The Sight of Madness, il primo album video digitale del gruppo; includeva i videoclip dei singoli pubblicati e registrazioni live di performance al Tabernacle di Atlanta, Georgia.
Dall'album vennero estratti altri due singoli: If You Only Knew e The Crow & the Butterfly. Altre tracce vell'album vennero utilizzate per colonne sonore: Her Name is Alice venne inclusa in Alice in Wonderland e Diamond Eyes (Boom-Lay Boom-Lay Boom) venne utilizzata per I mercenari - The Expendables. Il 23 novembre 2010 venne pubblicata una versione CD/DVD di THe Sound of Madness, contenente nove tracce bonus, tra cui una versione di Breaking Inside con la partecipazione di Lzzy Hale degli Halestorm. Il DVD includeva un'intervista ai membri del gruppo e cinque videoclip, precedentemente disponibili solo su iTunes.

### Amaryllis(2011–2014)

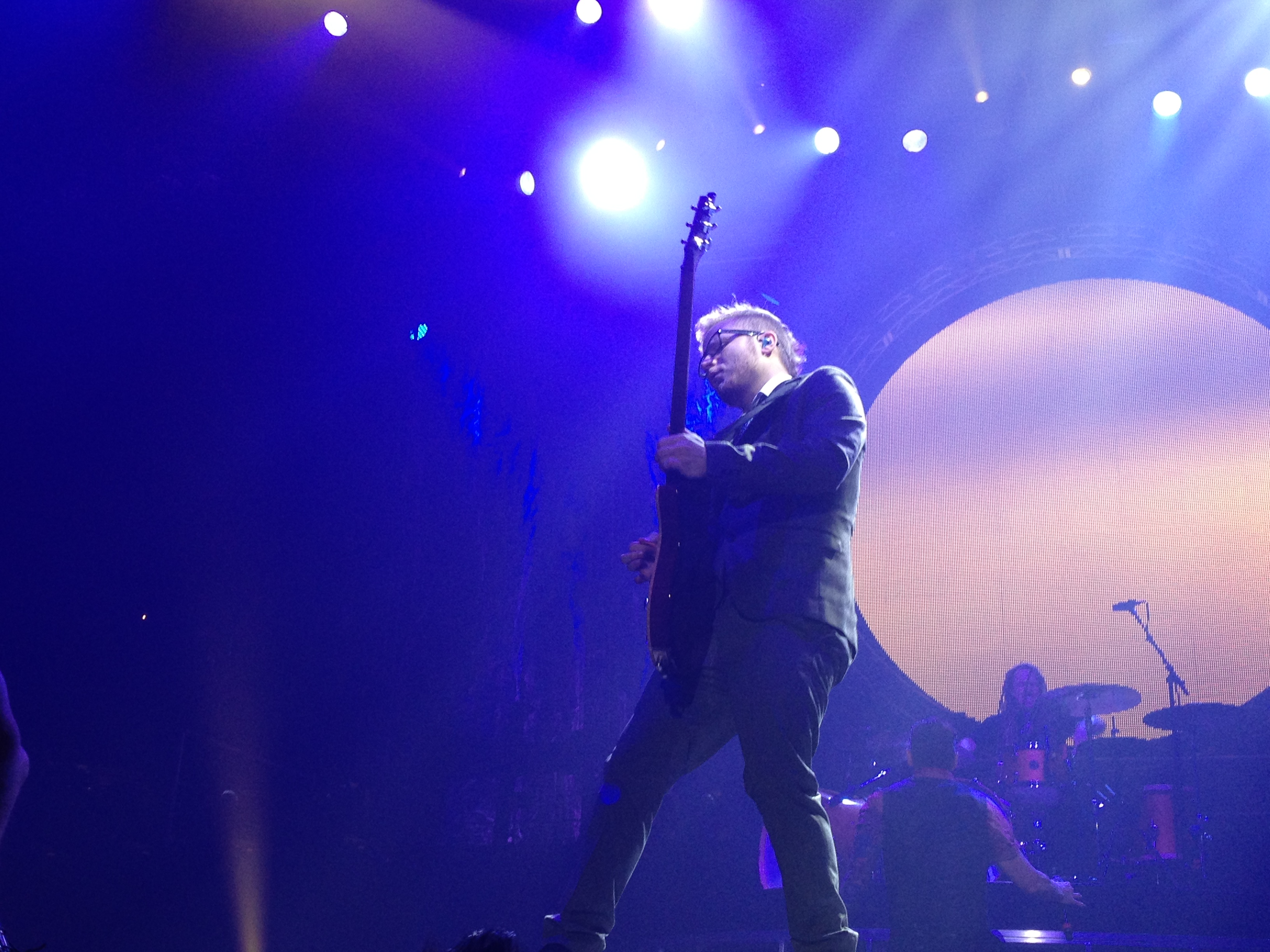
Zach Myers nel 2013.

L'8 marzo 2011, il gruppo annunciò l'uscita di un album live: Somewhere in the Stratosphere, che venne pubblicato il 3 maggio 2011.
Il 3 gennaio 2012, venne pubblicato Bully, singolo che preannunciava l'uscita, il 27 marzo 2012, del quarto album del gruppo: Amaryllis.
Il singolo I'm Alive venne incluso nella colonna sonora del film The Avengers, mentre il 17 luglio venne estratto Enemies come terzo singolo.

### Threat to Survival(2015-2017)
Il 18 settembre 2015 esce l'album Threat to Survival. Dall'album sono stati estratti quattro singoli: Cut the Cord, pubblicato in contemporanea con l'album, State of My Head, Asking for It, e How Did You Love; quest'ultimo è stato pubblicato anche in versione remix, acustica e una versione con voce e accompagnamento di pianoforte.

### Attention Attention(2018-presente)
Bass aveva appena iniziato a presentare il materiale a Smith, che, sebbene non fosse sicuro di quanto avrebbe incluso nel futuro album, ha detto di essere rimasto molto colpito e che il materiale poteva inserirsi in un album concettuale, il primo per la band. Si sono uniti agli Iron Maiden in un tour dell'Europa in aprile e maggio, e hanno iniziato a registrare poco dopo.
Il 7 marzo 2018, il gruppo annunciò Attention Attention, pubblicato il 4 maggio 2018, e pubblicò il loro primo singolo, Devil, quello stesso giorno.

## Formazione

### Formazione attuale
- Brent Smith - voce (2001-presente)
- Zach Myers - chitarra, cori (2005-presente)
- Barry Kerch - batteria (2001-presente)
- Eric Bass - basso, pianoforte (2008-presente)

### Ex componenti
- Nick Perri - chitarra (2008)
- Jasin Todd - chitarra (2001-2008)
- Brad Stewart - basso (2001-2007)

## Discografia

### Album in studio
- 2003 – Leave a Whisper
- 2005 – Us and Them
- 2008 – The Sound of Madness
- 2012 – Amaryllis
- 2015 – Threat to Survival
- 2018 – Attention Attention
- 2022 – Planet Zero

### Album dal vivo
- 2005 – Live from the Inside
- 2011 – Somewhere in the Stratosphere